# Anneau ℤ/nℤ

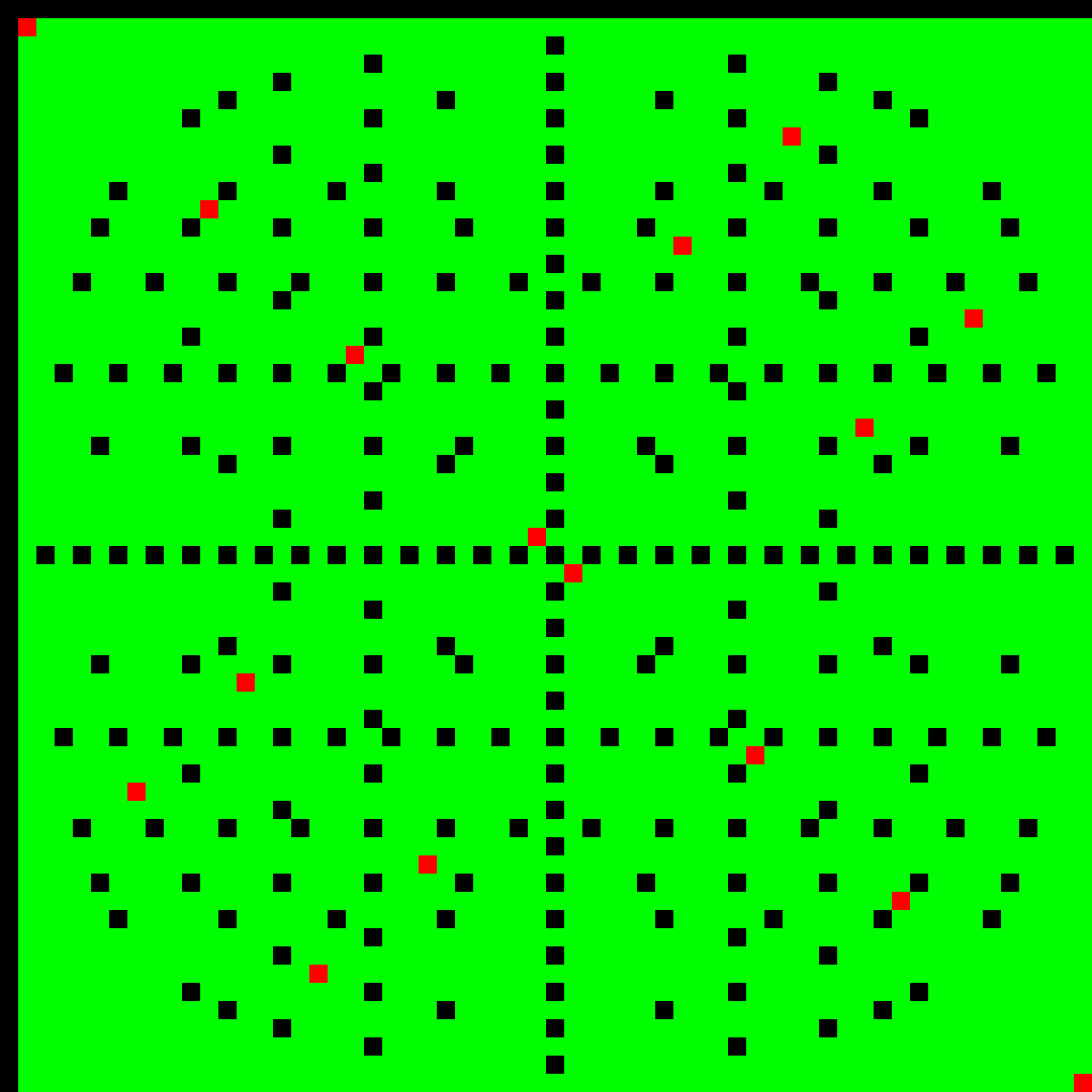
Représentation graphique de l’anneau ℤ/60ℤ. Chaque pixel représente la valeur de produit de ses coordonnées, de (0,0) en haut à gauche et (59,59) en bas à droite. La couleur noire indique 0, la couleur rouge indique 1 et vert les autres valeurs.Les pixels rouges indiquent donc les éléments inversibles : les coordonnées de ces pixels sont des paires (a,a).

En mathématiques, et plus particulièrement en algèbre, (ℤ/nℤ,+,×) est un cas particulier d'anneau commutatif, correspondant au calcul modulaire sur les restes des entiers dans la division par n.
Tout anneau unitaire contient un sous-anneau isomorphe soit à (ℤ/nℤ,+,×), soit à l'anneau (ℤ,+,×) des entiers.
Cet anneau joue un rôle particulier en arithmétique, il est en effet l'outil de base de l'arithmétique modulaire.
L'article « Congruence sur les entiers » traite le même sujet avec une approche plus didactique et moins exhaustive, tandis que l'article « Arithmétique modulaire » traite de l'histoire de ce concept, des outils utilisés ainsi que de ses applications.
Tout au long de cet article, on simplifie la notation des anneaux (et des groupes) en les notant non pas comme un triplet (ni comme un couple, pour les groupes) mais par l'ensemble auquel on a attribué les lois usuelles.

## Construction de ℤ/nℤ

### Idéaux de ℤ
La division euclidienne dans ℤ montre que cet ensemble est un anneau euclidien, en conséquence ℤ est un anneau principal. Cela signifie que pour tout idéal I de ℤ, il existe un entier n tel que I est égal à nℤ. Comme les idéaux nℤ et -nℤ sont confondus, il est toujours possible de choisir n positif. Dans toute la suite de l'article, n désigne un entier positif.

### Anneau quotient
La construction de ℤ/nℤ correspond à la construction générale des anneaux quotients. Ici la relation d'équivalence correspond à la classique congruence sur les entiers. Un élément de ℤ/nℤ est la classe des éléments ayant tous le même reste par la division euclidienne par n.
Un élément est identifié par un membre de sa classe, souvent l'entier compris entre 0 et n – 1. Il est parfois noté {\displaystyle {\dot {a}}} ou {\displaystyle {\bar {a}}}, ainsi dans ℤ/6ℤ, 2 désigne la classe contenant les éléments 2, 8, 14 etc. Quand il n'existe pas d'ambigüité, on utilise simplement la lettre {\displaystyle a}.

Les éléments de ℤ/nℤ sont appelés classes modulo n ou résidus.
L'anneau ℤ/nℤ est parfois noté ℤn, lorsque le contexte élimine l'ambiguïté avec l'anneau ℤn des entiers n-adiques.

## Propriétés

### Propriétés élémentaires
La théorie des anneaux permet directement de démontrer certaines propriétés de l'anneau.
- L'anneau ℤ/nℤ est unitaire.
C'est une conséquence directe du fait que ℤ l'est.
- Les idéaux de l'anneau ℤ/nℤ sont principaux.
C'est une conséquence directe du fait que tous les idéaux de ℤ le sont. En pratique et comme pour ℤ, tous les  sous-groupes additifs et tous les sous-anneaux sont aussi des idéaux principaux. Si m est un diviseur de n alors il existe un unique ideal de ℤ/nℤ isomorphe à ℤ/mℤ, ce résultat est une conséquence directe de la troisième proposition du paragraphe Théorème fondamental de l'article « Groupe cyclique ».

Si n est non nul et non premier, alors l'anneau ℤ/nℤ n'est pas intègre, ce n'est donc pas un anneau principal. En revanche, on verra plus loin que lorsque n est premier, ℤ/nℤ est un corps (donc principal).

### Structure additive
La structure du groupe (ℤ/nℤ,+) est celle d'un groupe cyclique (ou : monogène), c'est-à-dire engendré par un seul élément (si n est égal à 0 on obtient un groupe isomorphe à ℤ ; si n est différent de 0, alors le groupe est fini). La classe de 1 est en effet un générateur du groupe. Ce n'est d'ailleurs pas le seul :
- Les générateurs du groupe (ℤ/nℤ, +) sont les éléments inversibles de l'anneau ℤ/nℤ.

Ce sont par conséquent (cf. article « Inverse modulaire ») les classes d'entiers premiers avec n.
La caractérisation ci-dessus des générateurs résulte du fait que dans tout anneau unitaire cyclique – c'est-à-dire dont le groupe additif est cyclique – les générateurs de ce groupe sont les inversibles de l'anneau. Comme 1 en fait partie, ceci prouve de plus que :
- Les ℤ/nℤ sont (à isomorphisme près) les seuls anneaux unitaires cycliques[1],[2].

### Théorème chinois
La logique du théorème chinois s'applique encore, ainsi les propriétés du paragraphe Théorème chinois de l'article « Groupe cyclique ». Il suffit pour les vérifier de valider que le morphisme de groupes utilisé est aussi un morphisme d'anneaux.
- Soient u et v deux entiers premiers entre eux non nuls, alors l'anneau ℤ/uvℤ est isomorphe au produit des anneaux ℤ/uℤ et ℤ/vℤ.

Note : L'anneau produit ne contient pas d'élément d'ordre supérieur au ppcm de u et de v. Donc si u et v ne sont pas premiers entre eux, cet anneau n'est pas isomorphe à l'anneau ℤ/uvℤ.
Cette proposition entraîne, pour tout n > 0, une décomposition unique de ℤ/nℤ en facteurs premiers. Le théorème fondamental de l'arithmétique montre que n se décompose de la manière unique suivante :
où (pi) est une famille de k nombres premiers tous distincts et αi des entiers supérieurs ou égaux à un. Les puissances des nombres premiers du produit sont tous premiers entre eux. Une simple récurrence montre :
- ℤ/nℤ se décompose de manière unique en un produit d'anneaux quotients de ℤ dont chacun a pour cardinal une puissance d'un nombre premier.

### Cas où ℤ/nℤ est un corps
- ℤ/nℤ est un corps si et seulement si n est un nombre premier.

En effet, la classe d'un entier m est inversible dans ℤ/nℤ si et seulement si m est premier avec n (voir l'article « Inverse modulaire »). Dans ℤ/nℤ avec n ≠ 1, la classe nulle est donc la seule classe non inversible si et seulement si les multiples de n sont les seuls entiers non premiers avec n, c'est-à-dire si et seulement si n est premier.

### Caractéristique d'un anneau
Soit A un anneau unitaire ; il existe un unique morphisme d'anneaux φ de ℤ dans A tel que φ(1ℤ) = 1A (pour tout entier k, on a φ(k) = k‧1A).
Soit n l'entier positif tel que le noyau de φ soit égal à nℤ. Le premier théorème d'isomorphisme montre qu'il existe un sous-anneau de A isomorphe à ℤ/nℤ, à savoir le sous-anneau Im φ.
L'entier n est appelé caractéristique de l'anneau A.
Ainsi, tout anneau unitaire contient un sous-anneau isomorphe soit à ℤ dans le cas où n est égal à 0, soit à ℤ/nℤ.

## Groupe des unités
Le groupe des unités d'un anneau est le groupe multiplicatif formé des éléments inversibles. De tels éléments sont appelés unités. Dans ℤ/nℤ pour n > 0, les unités forment un groupe abélien fini (donc un produit de groupes cycliques, d'après le théorème de Kronecker) ; de plus, comme dans tout anneau fini, les unités sont exactement les éléments réguliers. Dans ℤ/0ℤ = ℤ, les seules unités sont 1 et –1, ce qui est un cas particulier de la proposition suivante (démontrée dans l'article détaillé).
- La classe dans ℤ/nℤ d'un entier m est une unité si et seulement si m est premier avec n.

Par conséquent :
- Pour n > 0, l'ordre du groupe des unités de ℤ/nℤ est égal à φ(n), où φ désigne la fonction indicatrice d'Euler.

Par ailleurs, puisque les unités de l'anneau ℤ/nℤ sont les générateurs de son groupe additif :
- Le groupe des unités de ℤ/nℤ est canoniquement isomorphe au groupe des automorphismes du groupe cyclique (ℤ/nℤ, +).

On suppose dans la suite n > 1.

### Cas oùnest premier
Dans le cas où n est premier c'est-à-dire si l'anneau est un corps, le groupe des inversibles est d'ordre n – 1. Sa structure est simple :

Si n est un nombre premier, le groupe des inversibles du corps ℤ/nℤ est cyclique.
En effet, le groupe multiplicatif de tout corps fini est cyclique (voir l'article détaillé ; la preuve repose sur deux propriétés : l'exposant d'un groupe abélien fini est égal à l'ordre d'au moins un élément du groupe, et dans un corps commutatif, le nombre de racines d'un polynôme non nul est au plus égal à son degré).

### Cas oùnn'est pas premier
Étudions d'abord le cas où n est de la forme pr, pour un nombre premier p et un entier r ≥ 2 (le cas r = 1 vient d'être étudié). Le groupe des unités de ℤ/prℤ est alors toujours cyclique, sauf si p = 2 et r ≥ 3. Plus précisément :
- Si p = 2 (et r ≥ 2), le groupe des inversibles de ℤ/prℤ est le produit direct interne du sous-groupe d'ordre 2 engendré par la classe de –1 et du sous-groupe d'ordre 2r–2 engendré par la classe de 5.
- Si p ≠ 2, le groupe des inversibles est cyclique, et engendré par un élément c de la forme (p + 1)θk, où θ est une quelconque racine primitive modulo p, et k est un entier positif bien choisi.

Le cas général se ramène aux précédents grâce au théorème fondamental de l'arithmétique. En effet, d'après le théorème chinois :
- Soient n et m deux entiers premiers entre eux non nuls, le groupe des inversibles de ℤ/nmℤ est isomorphe au produit direct des groupes des unités de ℤ/nℤ et de ℤ/mℤ.

En particulier, (ℤ/nℤ)× est cyclique si et seulement si n = 4, ou une puissance d'un premier impair, ou le double d'une telle puissance.